# Incertella minor
Incertella minor är en tvåvingeart som först beskrevs av Adams 1905.  Incertella minor ingår i släktet Incertella och familjen fritflugor. Inga underarter finns listade i Catalogue of Life.